# محمد برهان الدين أفندي

محمد برهان الدين أفندي (1885-1949): أحد أبناء السلطان عبد الحميد الثاني. كان وسيما ذو خبرة في العزف على البيانو والتلحين والرسم ورسام، وكان والده السلطان عبد الحميد الثاني محبا له ومعجبا به وبذكائه. انتخب برهان الدين ملكا على ألبانيا عام 1913م لكنه اعتذر بسبب عدم تنازله عن حقه في عرش تركيا، كما اختاره العراقيون ملكا عليهم عام 1912م لكن الإنجليز تدخلوا وأعلنوا الملك فيصل الأول فيصل ملكا على العراق. وعلى عكس إخوته، فقد خلت حياته من الفقر بسبب ثراء زوجته جارفيس. توفي في الولايات المتحدة 1949 وجرت عدة محاولات من زوجته لنقل الجثمان إلى إسطنبول، ثم دفن في مقبرة مسجد السلطان سليم الأول بدمشق.